# Eisgekühlter Bommerlunder
«Eisgekühlter Bommerlunder» (рус. «Ледяной боммерлундер») — третий сингл немецкой панк-рок группы Die Toten Hosen, песня, принесшая группе первую популярность за пределами родного города.

## Песня
Мелодия самбы чилийского композитора Никанора Молинаре «Chiu Chiu» в 50-е годы 20-го столетия широко использовалась в Германии в рекламе «Кока-колы». Тогдашний барабанщик Die Toten Hosen Трини Тримпоп написал на рекламную мелодию текст в духе традиционных немецких застольных песен. Для усиления комического эффекта каждый следующий куплет песни звучит чуть быстрее предыдущего до тех пор, пока звуки не сливаются в неразличимую какофонию.

## Видео
В клипе, снятом на песню режиссёром Вольфгангом Бюльдом, действие происходит на свадьбе. Под влиянием употребляемого боммерлундера участники и гости свадьбы раскрепощаются до такой степени, что торжество постепенно перерастает в полнейший хаос.

## Список композиций
- «Eisgekühlter Bommerlunder» (Молинаре, Тримпоп/Тримпоп) − 2:58
- «Opel-Gang» (фон Хольст, Фреге/Брайткопф, Фреге, фон Хольст, Мойрер, Тримпоп) − 1:59
- «Armee der Verlierer» (Фреге, фон Хольст/Фреге) − 4:23

## Дополнительные факты
- Песня не выходила на номерных альбомах группы. Первый альбом, на котором фигурирует «Eisgekühlter Bommerlunder» — сборник лучших хитов Die Toten Hosen, «Reich & sexy» (1993 год).
- В том же году группа, совместно с Fab Five Freddy, записала хип-хоп-версию песни, вышедшую на следующем сингле — «Hip Hop Bommi Bop».
- В 2010 году Die Toten Hosen записали версию песни на польском языке. Польскоязычная версия, «Zamrożona Wyborowa» (польский текст — Пшемыслав Новаковский), прозвучала в фильме Ларса Йессена «Hochzeitspolka».